# ناصر العمران (لاعب كرة قدم كويتي)
ناصر العمران (3 مارس 1977 -)، لاعب كرة قدم كويتي سابق.
أحد أبناء نادي كاظمة والمنتخب الكويتي، يعتبر من لاعبي الجيل الذهبي في كاظمة الكويتي واحد معاصري فترة تألق كاظمة على المستوى الخليجي والآسيوي حتى انطلق لقب السفير على كاظمة. ويعد العمران أحد أفضل من ارتدى رقم 2 في كاظمة وساهم بشكل فاعل في الفريق البرتقالي والمنتخب الكويتي وخصوصا انه كان يجيد اللعب في القدم اليسرى. كما يمتلك ناصر العمران تسديدات رائعة عانقت شباك مرمى الخصوم في أكثر من مناسبه سواء مع كاظمة أو الأزرق الكويتي أو التضامن ومن أشهر اهدافه هدفه مع كاظمة في نهائي كأس الأمير 2000/2001.
و قد عاد للعب في موسم 2007/2008 مع نادي التضامن الكويتي وقدم كتاب اعتزاله لإدارة نادي كاظمة في العام 2010.

## روابط خارجية
- ناصر العمران على موقع الاتحاد الدولي (مؤرشف)  (الإنجليزية)
- ناصر العمران على موقع ناشيونال فوتبول تيمز (الإنجليزية)
- ناصر العمران على موقع عالم كرة القدم.نت (الإنجليزية)
- ناصر العمران على موقع كووورة
- ناصر العمران على موقع أوليمبيديا (الإنجليزية)